# 347aidan
347aidan (* 8. Juni 2003; bürgerlich Aidan Fuller) ist ein kanadischer Rapper aus Cambridge, Ontario.

## Leben und Karriere
Fuller veröffentlichte zuerst seine Musik bei SoundCloud im Jahr 2018. Er bekam Anfang 2021 mehr Aufmerksamkeit, als seine Single Dancing in My Room auf TikTok viral ging. Dieser Song wurde anschließend für den SOCAN Songwriting Prize 2021 nominiert. Er wurde von Music Canada und der Recording Industry Association of America (RIAA) mit Platin ausgezeichnet.
Im Herbst 2021 folgte dann die EP Chasing Harmony.
Bei den Juno Awards 2022 erhielt er zwei Nominierungen. Nominiert wurde er für die Kategorien Fan Choice und Breakthrough Artist of the Year.
Am 25. Mai 2022 war 347aidan auf der Single Die Young des amerikanischen Rappers Sleepy Hallow zu hören.

## Diskografie
EPs
- 2021: Chasing Harmony

Singles
- 2020: Memories! (CA: Gold, US: Gold)
- 2020: Dancing in My Room (CA: Platin, US: Platin)
- 2022: Die Young (Sleepy Hallow feat. 347aidan, CA: Platin)